# Villa Bergmann (Feldafing)

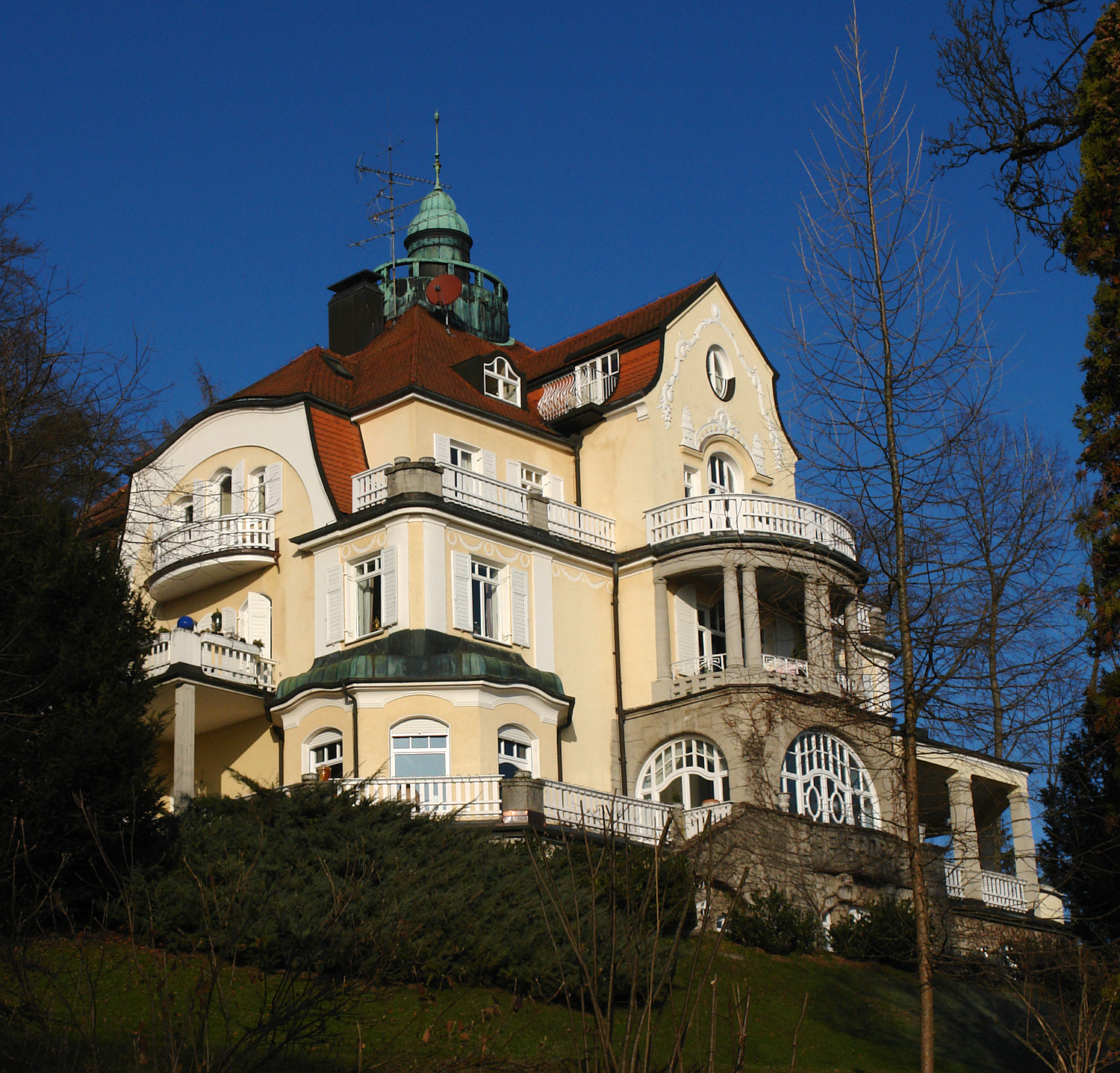
Villa Bergmann in Feldafing

Die Villa Bergmann in Feldafing, einer Gemeinde im oberbayerischen Landkreis Starnberg, wurde von 1903 bis 1905 errichtet. Die Villa an der Höhenbergstraße 15 ist ein geschütztes Baudenkmal.
Der zweigeschossige Mansarddachbau mit Belvederetürmchen bzw. Sternwarte, Schweifgiebelrisaliten, Loggien, Balkonen und Erkern im frühen Jugendstil wurde nach Plänen des Architekten Eugen Drollinger für Sigmund Bergmann erbaut.